# Sean Lock
Sean Lock (Chertsey, 22 d'abril de 1963 – 16 d'agost de 2021) fou un actor i còmic anglès. Considerat el 19è millor monologuista segons Channel 4, les seves intervencions es caracteritzaven pel seu humor sec. Lock va aparèixer sovint en programes de radió i televisió, i va ser capità als programes 8 Out of 10 Cats entre el 2005 i el 2015, i a 8 Out of 10 Cats Does Countdown entre el 2012 i el 2021. El 2000 va guanyar el British Comedy Award a Millor Còmic en directe, i fou nominat al Perrier Comedy Award.